# شکرگزاری (اسلام)
شکر به معنای ثناگوئی در مقابل نعمت یا اعتراف به نعمت است، توأم با نوعی تعظیم یا اظهار نعمت است. به تعریفی دیگر، شکر، تصور نعمت و اظهار آن است و نقطه مقابل آن کفر است که فراموشی نعمت و پوشاندن آن است.
در زبان فارسی، غالباً کلمه «سپاسگزاری» معادل «شکر» انگاشته می‌شود که معادل دقیقی نیست. برخی نویسندگان، در کنار شکر لغوی، از شکر عرفی هم سخن گفته‌اند. شکر لغوی اعم از شکر عُرفی است، چرا که هم شکر و سپاس الله و هم غیر آن را دربرمی‌گیرد، اما شکر عرفی فقط به معنای تشکر از نعمت‌های الهی است؛ یعنی، بین این دو نوع شکر نسبت عموم و خصوص مطلق برقرار است.
در آیاتی از قرآن، از جمله «فَاذْکُرُونِی أَذْکُرْکُمْ وَاشْکُرُوا لِی وَلَا تَکْفُرُونِ» یا «لِیَبْلُوَنِی أَأَشْکُرُ أَمْ أَکْفُرُ»، شکر در برابر کفر آمده‌است؛ زیرا از معانی کفر، پوشانیدن است و گویی کافر بر نعمت‌های الهی پرده می‌کشد و مؤمن با شکر خود، از آنها پرده برمی‌دارد و به آنها اعتراف می‌کند. معنای اعتراف به نعمت نیز در کلمه شکر نهفته‌است و شکر، همراه با نوعی تعظیم، اعتراف و نیز یادآوری نعمت و اظهار آن است و ضد آن کفر به معنای نسیان و پوشاندن نعمت است.

## وجوب شکر
در اولین سوره قرآن از شکر خدا یاد شده‌است که این آیه بر وجوب شکر خداوند در برابر نعمت‌هایش دلالت دارد:
«الحمد لله رب العلمین» (سپاس و ستایش از آن خداست که مدبّر و ولیّ امر و پرورش دهنده جهان‌هاست)
آیات دیگر دلالت بر شکر:
«... واشکروا لی ولا تکفرون»
«... واشکروا لله ان کنتم ایاه تعبدون» (ای کسانی که ایمان آورده‌اید، از چیزهای پاکیزه‌ای که روزی شما کرده‌ایم بخورید و خدا را سپاس گزارید اگر تنها او را می‌پرستید)
«... ولتکبروا الله علی ما هدکم ولعلکم تشکرون» (... و خدا را به پاس آنکه شما را هدایت نموده تکبیر گویید و بزرگ شمارید، و شاید سپاس گزارید)
«... وکن من الشکرین» ((خدای): ای موسی، من تو را به (اداء) رسالت‌ها و پیام‌هایم و به سخن گفتنم (با تو) بر سایر مردم برگزیدم، پس آنچه به تو دادم برگیر و از سپاسگزاران باش)
«واذ قال موسی لقومه اذکروا نعمه الله علیکم..» (و (به یاد آر) هنگامی که موسی به قوم خود گفت: نعمت خدا را بر خود به یاد آرید آن گاه که شما را از فرعونیان برهانید همانها که شکنجه‌های بد بر شما تحمیل می‌کردند و پسران‌تان را قتل‌عام می‌نمودند و زن‌هایتان را (برای خدمت) زنده می‌گذاشتند و در این امر برای شما بلا و آزمونی بزرگ از جانب پروردگارتان بود)
«... واشکروا نعمت‌الله ان کنتم ایاه تعبدون؛» (پس، از آنچه خداوند روزی شما کرده که حلال شرعی و پاکیزه طبعی است بخورید و تصرف کنید، و نعمت خدا را شکر گزارید اگر تنها او را می‌پرستید)
«... فابتغوا عند الله الرزق واعبدوه واشکروا له…» (جز این نیست که شما غیر از خدا بت‌هایی (بی‌اثر) را می‌پرستید، و (در نامگذاری آنها به اله و شفیع و مقرّب) دروغی می‌بافید؛ بی‌شک کسانی که به جای خدا می‌پرستید مالک هیچ نوع روزی برای شما نیستند، پس روزی را فقط از نزد خدا بطلبید و او را بپرستید و او را سپاس‌گزارید، که همه به سوی او بازگردانده می‌شوید)
«... کلوا من رزق ربکم واشکروا له.. ؛» (همانا برای قوم سبا در محل سکونت‌شان نشانه‌ای (از قدرت و رحمت خدا) بود، دو تا بوستان از جانب راست و چپ (مسکن‌شان بود، به آنها گفتیم) از روزی پروردگارتان بخورید و او را سپاس گزارید، شهری است پاکیزه و پروردگاری آمرزنده)

«بل الله فاعبد و کن من الشاکرین؛» (خدا را عبادت کن و از شاکران باش)

## مراتب شکر
شکر بر سه قسم است:
1. زبانی
2. قلبی
3. عملی

در منابع اسلامی شکر را این‌گونه معرفی کرده‌اند: «ثناگویی و سپاسگزاری بر زبان آوردن الفاظ نیست که بر سبیل تکرار و به منظور ساقط شدن بار تکلیف ادا گردد، بلکه شکرگویی مرحله‌ای بالاتر و رتبه‌ای ژرف‌تر دارد. انسان شاکر در فیض هستی و سرچشمه رحمت و نعمت الهی تفکر می‌کند و از رهگذر این اندیشه به باوری می‌رسد که رشته هستی او را به‌طور عملی و عینی به بارگاه پروردگار ربط می‌دهد.» سید محمدحسین طباطبائی در توضیح آیه «سَیَجْزِی اللَّهُ الشَّاکِرینَ» می‌گوید: و حقیقت شکر اظهار نعمت است. چنان‌که حقیقت کفری که مقابل آن است اخفاء نعمت می‌باشد و اظهار نعمت عبارت از استعمال آن در محلی است پس شکر خدا به این است که انسان نعمت را در محل خودش بکار برده و در موقع استفاده از آن نیز متذکر خدا بوده باشد.

## آثار شکر
در قرآن آمده‌است «لَئِن شَکَرتُم لَأَزیدَنَّکُم وَلَئِن کَفَرتُم إِنَّ عَذابی لَشَدیدٌ» از اثرات قابل توجه شکر، افزایش نعمت است و از اثرات کفر نعمت، عذاب می‌باشد. علی بن ابی‌طالب می‌گوید: «محققاً خدای‌تعالی را در هر نعمتی حق سپاس است، پس هر که بجا آورد، خداوند از آن نعمت بر او فراوان دهد و هرکه در بجا آوردن آن حق کوتاهی کند، خدا آن نعمت را در خطر نابودی و دور شدن اندازد.»

## قرآن
1. ↑  سوره بقره، آیه ۱۵۲
2. ↑  سوره نمل، آیه ۴۰
3. ↑  سوره حمد، آیه ۲
4. ↑  سوره بقره، آیه ۱۵۲
5. ↑  سوره بقره، آیه ۱۷۲
6. ↑  سوره بقره، آیه ۱۸۵
7. ↑  سوره اعراف، آیه ۱۴۴
8. ↑  سوره ابراهیم، آیه ۶
9. ↑  سوره نحل، آیه ۱۱۴
10. ↑  سوره عنکبوت، آیه ۱۷
11. ↑  سوره سبا، آیه ۱۵
12. ↑  سوره زمر، آیه ۶۶
13. ↑  سوره آل‌عمران، ۴۴
14. ↑  سوره ابراهیم، آیه ۷